# Старобайрамгулово
Старобайрамгу́лово (баш. Иҫке Байрамғол) — деревня в Учалинском районе Башкортостана России, относится к Тунгатаровскому сельсовету.

## Население
| 2002 | 2009 | 2010 |
| ---- | ---- | ---- |
| 362  | ↘354 | ↘281 |

Национальный состав
Согласно переписи 2002 года, преобладающая национальность — башкиры (100 %).

## Географическое положение
Расстояние до:
- районного центра (Учалы): 65 км;
- центра сельсовета (Комсомольск): 16 км;
- ближайшей железнодорожной станции (Курамино): 25 км.

## История
С 2005 по 2008 годы административный центр Старобайрамгуловского сельсовета. 
Закон «О внесении изменений в административно-территориальное устройство Республики Башкортостан в связи с образованием, объединением, упразднением и изменением статуса населенных пунктов, переносом административных центров» от 20 июля 2005 года, N 211-з гласил: 

10. Перенести административные центры следующих сельсоветов:

9) Старобайрамгуловского сельсовета Учалинского района из деревни Старобалбуково в деревню Старобайрамгулово.

## Религия
В деревне есть мечеть (большую часть времени закрыта).

## Достопримечательности
На горе Ауштау, рядом с деревней, расположено культовое место мусульман — захоронения древних исламских святых-миссионеров Рамазана-аулия и Шейха Мухаммета Мигнан Алуса. Гора является традиционным местом тренировок и отдыха южноуральских дельтапланеристов. 
Озеро Аушкуль и его окрестности площадью 50 гектаров внесены в список объектов, предложенных к охране. В нескольких километрах от деревни находится хребет Нурали.